# 蘇聯南極遠征
蘇聯南極遠征（俄语：Советская антарктическая экспедиция，簡稱SAE或SovAE）是蘇聯科學院南北極研究機構轄下的一項遠征任務。蘇聯海運部負責管理、調度、補給等事宜。
蘇聯因南冰洋捕鯨活動第一次抵達南極，時間是1947年1月。

## 科學考察站
第一座蘇聯科考站是米爾尼站，1956年2月13日建立。1957年12月，近南極點的沃斯托克站建立。

### 全年站點
- 1956年2月13日，米爾尼站。
- 1957年12月16日，沃斯托克站。
- 1961年1月18日，拉扎列夫站。
- 1963年1月14日，青年站。
- 1968年2月22日，別林斯高晉站。
- 1971年2月25日，列寧格勒站。
- 1980年3月9日，俄羅斯站。
- 1988年4月1日，進度站。

### 夏季站點

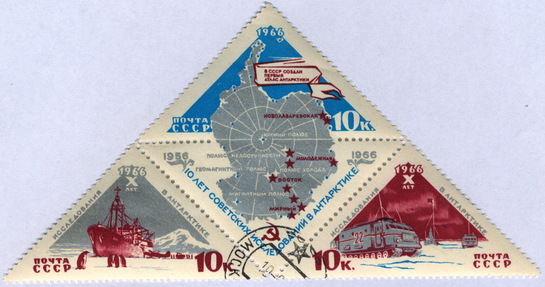
1966年，蘇聯南極研究十周年紀念郵票

- 共青團站
- 先鋒站 (科考站)
- 友好一站
- 友好二站

### 國際地球物理年時期站點
在國際地球物理年期間所建立的站點：
- 蘇維埃站
- 難以到達極點站

## 遠征
從1955年起，蘇聯便開始進行南極的遠征任務直到解體，之後科研站由俄羅斯接手管理。